# Серпово (Псковская область)
Се́рпово, ранее также Серково, Серпихова, Серпухова (эст. Serpuhova), Се́рпухово, Се́рбово (эст. Serbovo) — нежилая деревня в Печорском районе Псковской области России. Входит в состав сельского поселения «Круппская волость».
Относится к нулку Саатсеринна исторической области Сетумаа.

## География
Расположена на севере района, на границе с Эстонией, в 5 км от побережья Псковского озера и в 3 км к югу от волостного центра, деревни Крупп.

## Население
По состоянию на конец 2000 года постоянных жителей в деревне не было зафиксировано.
| 2001 | 2002 | 2010 |
| ---- | ---- | ---- |
| 0    | →0   | →0   |